# Ströck Albert
Ströck Albert, Török (Nagyvárad, 1903. február 12. – 1971. május 9.) román és magyar válogatott labdarúgó, csatár. Az 1930-as Bajnokok Tornája győztes Újpest tagja volt. Testvére Ströck István szintén labdarúgó volt. A sportsajtóban Ströck II néven volt ismert.

## Pályafutása

### A válogatottban
1922 és 1926 között 8 alkalommal szerepelt a román válogatottban és 2 gólt szerzett. Tagja volt az 1924-es párizsi olimpián részt vevő csapatnak. 1927 és 1932 között 15 alkalommal szerepelt a magyar válogatottban szerepelt és három gólt szerzett.

## Sikerei, díjai
- Magyar bajnokság
  - bajnok: 1929–30, 1930–31
  - 2.: 1931–32
  - 3.: 1927–28, 1928–29
- Közép-európai kupa (KK)
  - győztes: 1929
- Bajnokok Tornája
  - győztes: 1930

## Statisztika

### Mérkőzései a román válogatottban
| Románia | Románia             | Románia      | Románia       | Románia  | Románia       | Románia               | Románia | Románia        |
| #       | Dátum               | Helyszín     | Hazai         | Eredmény | Vendég        | Kiírás                | Gólok   | Esemény        |
| ------- | ------------------- | ------------ | ------------- | -------- | ------------- | --------------------- | ------- | -------------- |
| 1.      | 1922. szeptember 3. | Csernovic    | Románia       | 1 – 1    | Lengyelország | barátságos            | -       |                |
| 2.      | 1923. június 10.    | Bukarest     | Románia       | 1 – 2    | Jugoszlávia   | Sándor király-kupa    | -       |                |
| 3.      | 1923. július 1.     | Kolozsvár    | Románia       | 0 – 6    | Csehszlovákia | barátságos            | -       |                |
| 4.      | 1923. szeptember 2. | Lwów         | Lengyelország | 1 – 1    | Románia       | barátságos            | -       |                |
| 5.      | 1924. május 20.     | Bécs         | Ausztria      | 4 – 1    | Románia       | barátságos            | 1       | 52'            |
| 6.      | 1924. május 27.     | Párizs (FRA) | Hollandia     | 6 – 0    | Románia       | olimpiai nyolcaddöntő | -       |                |
| 7.      | 1924. augusztus 31. | Prága        | Csehszlovákia | 4 – 1    | Románia       | barátságos            | -       |                |
| 8.      | 1926. április 25.   | Bukarest     | Románia       | 6 – 1    | Bulgária      | barátságos            | 1       | 62' (11-esből) |
|         | Összesen            |              |               | 8        | mérkőzés      |                       | 2       | gól            |

### Mérkőzései a magyar válogatottban
| Magyarország | Magyarország         | Magyarország                    | Magyarország  | Magyarország | Magyarország  | Magyarország | Magyarország | Magyarország |
| #            | Dátum                | Helyszín                        | Hazai         | Eredmény     | Vendég        | Kiírás       | Gólok        | Esemény      |
| ------------ | -------------------- | ------------------------------- | ------------- | ------------ | ------------- | ------------ | ------------ | ------------ |
| 1.           | 1927. szeptember 25. | Budapest. Üllői úti pálya       | Magyarország  | 5 – 3        | Ausztria      | Európa-kupa  | 1            | 51'          |
| 2.           | 1927. október 9.     | Budapest, Hungária körúti pálya | Magyarország  | 1 – 2        | Csehszlovákia | barátságos   | -            |              |
| 3.           | 1928. március 25.    | Róma, Nazionale PNF Stadion     | Olaszország   | 4 – 3        | Magyarország  | Európa-kupa  | -            |              |
| 4.           | 1928. április 22.    | Budapest, Üllői úti pálya       | Magyarország  | 2 – 0        | Csehszlovákia | Európa-kupa  | -            |              |
| 5.           | 1928. május 6.       | Budapest. Hungária körúti pálya | Magyarország  | 5 – 5        | Ausztria      | barátságos   | 1            | 51'          |
| 6.           | 1928. október 7.     | Bécs, Hohe Warte                | Ausztria      | 5 – 1        | Magyarország  | Európa-kupa  | -            |              |
| 7.           | 1928. november 1.    | Budapest, Üllői úti pálya       | Magyarország  | 3 – 1        | Svájc         | Európa-kupa  | 1            | 53'          |
| 8.           | 1929. február 24.    | Párizs                          | Franciaország | 3 – 0        | Magyarország  | barátságos   | -            |              |
| 9.           | 1929. április 14.    | Bern                            | Svájc         | 4 – 5        | Magyarország  | Európa-kupa  | -            |              |
| 10.          | 1930. június 1.      | Budapest, Hungária körúti pálya | Magyarország  | 2 – 1        | Ausztria      | barátságos   | -            |              |
| 11.          | 1930. szeptember 21. | Bécs, Hohe Warte                | Ausztria      | 2 – 3        | Magyarország  | barátságos   | -            |              |
| 12.          | 1930. szeptember 28. | Drezda, Ostragehege             | Németország   | 5 – 3        | Magyarország  | barátságos   | -            |              |
| 13.          | 1930. október 26.    | Budapest, Hungária körúti pálya | Magyarország  | 1 – 1        | Csehszlovákia | barátságos   | -            |              |
| 14.          | 1931. március 22.    | Prága, Sparta-pálya             | Csehszlovákia | 3 – 3        | Magyarország  | Európa-kupa  | -            |              |
| 15.          | 1932. június 19.     | Bern                            | Svájc         | 3 – 1        | Magyarország  | Európa-kupa  | -            |              |
|              | Összesen             |                                 |               | 15           | mérkőzés      |              | 3            | gól          |